# Боссе, Харриет
Гарриет Софи Босс (швед. Harriet Sofie Bosse, 19 февраля 1878 − 2 ноября 1961) — шведско-норвежская актриса. Босс сегодня наиболее часто вспоминается как третья жена драматурга Август Стриндберга. Боссе начала свою карьеру в небольшой компании, управляемой её сильной старшей сестрой Альмой Фахлстрем в Кристиании (ныне Осло, столица Норвегии). Заручившись поддержкой Королевского драматического театра «Драматен», главной драматической площадки шведской столицы, Стокгольма, Босс привлекла внимание Стриндберга своей интеллигентной актёрской игрой и «экзотической восточной внешностью».
После бурного ухаживания, которое подробно раскрывается в письмах и дневнике Стриндберга, Стриндберг и Боссе поженились в 1901 году, когда ему было 52, а ей 23. Стриндберг написал ряд главных ролей для Босс во время их коротких и бурных отношений, особенно в 1900—1901 годах, в период большого творческого взлёта для него. Как и его предыдущие два брака, отношения потерпели неудачу в результате ревности Стриндберга, которую некоторые биографы охарактеризовали как паранойя. Спектр чувств Стриндберга к Босс, начиная от поклонения до ярости, отражается в ролях, которые он писал для неё. Несмотря на свою реальную роль в качестве музы Стриндберга, она оставалась независимым художником.
В 1908 году Босс вышла замуж за шведского актёра Андерс Гуннар Вингарда (швед. Wingård), а в 1927 году — за шведского киноактёра, режиссёра и кумира Эдаина Адольфсона (швед. Adolphson). Все три её брака закончились разводом через несколько лет, и она осталась с дочерью Стриндберга и сыном Вингарда.
Выйдя на пенсию после громкой актёрской карьеры в Стокгольме, она вернулась к своим корням в Осло.

## Начало карьеры
Босс родилась в столице Норвегии Кристиании (ныне Осло). Она была тринадцатой из четырнадцати детей Анны-Мари и Иоганна Генриха Босс. Её отец, немец, был издателем и продавцом книг, и семья постоянно переезжала из Кристиании в Стокгольм, столицу Швеции, и обратно. Будучи смелым и независимым ребёнком, Харриет впервые совершила путешествие на поезде (расстоянием 512 километров) в одиночку, когда ей было всего шесть лет. Босс должна была испытать некоторую путаницу в национальной идентичности на протяжении всей своей жизни.
Две старшие сестры Босс, актриса Алма Фальстрём (швед. Alma Fahlstrøm, 1863—1947) и певица Дагмар Мёллер (швед. Dagmar Möller, 1866—1954), уже стали успешными исполнительницами, когда Гарриет была маленьким ребёнком. Вдохновленная примером сестёр, Гарриет начала актёрскую карьеру в норвежской гастрольной компании под руководством своей сестры Алмы и её мужа, Йохана Фальстрёма (1867—1938). Приглашённая сыграть Джульетту в «Ромео и Джульетте», восемнадцатилетняя Харриет сообщила в письме своей сестре Инес, что она была парализована боязнью сцены перед премьерой, но затем восхитилась спектаклем, занавесом и тем, как люди смотрели на неё на улице на следующий день. Алма была первым и единственным — довольно авторитарным — действующим учителем Гарриет. Гармоничные родственные отношения между наставницей и ученицей стали напряженными, когда Алма обнаружила, что у её мужа Йохана и Харриет был роман. Оба родителя Босс скончались, и Харриет, по велению Алмы, использовала скромное наследие своего отца для оплаты учёбы в Стокгольме, Копенгагене и Париже.
Парижская сцена — в то время в динамичном конфликте между традиционным и экспериментальным стилями производства — была вдохновляющей для Босс и убедила её, что сдержанный реалистичный актёрский стиль, к которому она прибегала, был правильным выбором. Возвращаясь в Скандинавию, она сомневалась, стоит ли ей строить карьеру в Стокгольме, с её большими возможностями в Кристиании, с которой у неё были более тесные эмоциональные связи. Несмотря на то, что она говорила по-шведски с норвежским акцентом, Босс позволила оперной певице, своей сестре Дагмар, уговорить себя попытать счастья в Стокгольме. Она подала заявку на место в королевском драматическом театре «Драматен», главной драматической сцене Стокгольма, управляемое консервативными вкусами короля Оскара II и его личных советников. после напряженной работы над уроками красноречия, чтобы улучшить её шведский, что было условием Драматена, чтобы нанять её, Боссе в конечном итоге стала известной на шведской сцене за её красивый голос и точную артикуляцию. Научившись говорить на шведском на высоком уровне, она работала в Драматене в 1899 году, где сенсацией дня была инновационная пьеса «Густав Васа» Августа Стриндберга.

## Брак с Августом Стриндбергом

### Август Стриндберг
Хотя Босс была успешным профессионалом, её в основном помнят как третью жену шведского драматурга Августа Стриндберг (1849—1912). Стриндберг, оказавший важное влияние на развитие современной драматургии, в 1870-х годах стал известен в стране как разгневанный молодой социалист и прославился своей сатирой на шведский истеблишмент, Красная комната (1879). В 1890-х годах Стриндберг перенёс серьёзный душевный кризис, который вынудил его обратиться за психиатрической помощью: сам он называл этот эпизод «Кризис Инферно» (швед. Infernokris). На рубеже XX в. Стриндберг превратился из писателя — натуралиста в символиста, и его убеждения и интересы были сосредоточены в меньшей степени на политике и больше на теософии, мистицизме и оккультизме. Когда Босс встретила его в 1899—1900 годах, в возрасте 51 года, он был известным драматургом, находившимся на пике творческих сил.
Стриндберг имел репутацию женоненавистника, что все его жены упорно отрицали. Босс написала в неопубликованном заявлении, которое она оставила своей дочери, Анн-Мари: «в течение многих лет я знала Стриндберга и была за ним замужем: я видела только совершенно естественного, доброго, благородного, верного человека— „джентльмена“». Тем не менее, все браки Стриндберга были омрачены его ревностью и чувствительностью, которая иногда считалась паранойей и бредом.

### Ухаживание
После расторжения брака Стриндберг сохранил копию этой фотографии в натуральную величину и установил её на стене за драпировкой. Позднее Босс опубликовала письма Стриндберга об его ухаживаниях и браке. Инциденты, описанные в этих письмах и в собственных комментариях Босс, были подробно проанализированы биографами и психиатрами и стали частью «легенды Стриндберга». Ещё до их первой встречи Босс был вдохновлена новизной и свежестью новаторских пьес Стриндберга: иконоборчество и крайне левая радикальная политика и его интригующая личная жизнь с двумя бурными браками представили ей непреодолимую смесь характера.
Стриндберг был восприимчив сильным, независимым женщинам, а также склонен влюбляться в изящных, нежных молодых девушек; как и его первая и вторая жены — Сири фон Эссен и Фрида Уль — Босс сочетала эти качества. Он был в восторге, когда он увидел темный, экзотический вид, маленькая 22-летняя Босс, которая была концептуализирована на «восточные» роли он сразу же выбрал её в качестве подходящей актрисы для партии леди в его предстоящей пьесе «На пути в Дамаск» (роль, которую он первоначально основывал на своей второй жене Фриде Уль) и пригласил её в свое холостяцкое заведение, чтобы обсудить роль. На первой встрече Стриндберг, согласно рассказу Босс о событии, встретил её у двери с очаровательной улыбкой и предложил ей вино, цветы и красиво оформленные фрукты, он поделился с ней о своём увлечении алхимией, показывал ей золотисто-коричневую смесь, называя это золотом. Как комментирует Босс в «письмах»: когда она встала, чтобы уйти, Стриндберг попросил перо в её шляпе, чтобы использовать для написания своих пьес. Когда Босс дала, он это перо воткнул в стальную вставку, и написал все свои драмы. Сейчас оно находится в музее Стриндберга в Стокгольме.
Стриндберг посылал Босс книги о теософии и оккультизме, желая по-своему сформировать её взгляды и помочь в продвижении по карьерной лестнице. Он брался за пьесы, которые считал подходящими для Гарриет, убеждал её и руководство Драматена сыграть эти роли именно ей. Босс в своих «письмах» пишет, что она и руководство, ссылаясь на то, что ей не хватит опыта для главных и сложных ролей, часто не соглашались. Роль Элеоноры в «Пасхе» (1901), пугала Босс своей чувствительностью и деликатностью. Но когда наконец, она взялась играть, оказалась самой успешной и любимой ролью Босс и поворотным моментом в отношениях Босс и Стриндберга. В повествовании Босс самый известный случай со Стриндбергом. Босс рассказывает, как она пошла к Стриндбергу, чтобы попросить его дать роль более опытной актрисе, но он заверил её, что она идеально подходит для этой роли. "Затем он положил руки на мои плечи, долго и горячо посмотрел на меня и спросил: "не хотели бы вы иметь со мной маленького ребёнка, Мисс Босс? Я сделала реверанс и ответила, как будто загипнотизированная: «да, спасибо!—и мы были помолвлены». Они обручились в марте 1901 года.

### Брак и развод
Босс и Стриндберг поженились 6 мая 1901 года. Стриндберг настаивал на том, чтобы Босс не приносила ничего из своего имущества в дом, который он для неё обставил, создавая «обстановку, в которой именно она должна воспитывать и доминировать». В этой обстановке, его старомодный вкус в интерьере, с пьедесталами, aspidistras, и мебель столовой была отвратительной имитацией немецкого Ренессанса не соответствовали современным суждениям Босс.
Стремясь к жизни за её пределами, Стриндберг объяснил, что он не мог допустить того, что привело бы мысли к земному и материальному. В своих комментариях в «письмах» Босс с преданностью и любовью описывала практичность Стриндберга и его усилия молодую жену провести с собой по собственным духовным путям; тем не менее, она терзалась от этого Всё чаще агорафобией Стриндберг пытался преодолеть свои тревоги и позволить своей молодой жене летние экскурсии, которые она жаждала. Кризис наступил уже в июне 1901 года, когда Стриндберг организовал, а затем в последний момент отменил медовый месяц в Германии и Швейцарии. Босс писала в «письмах», что ей нечего было делать, кроме как оставаться дома и душить слезы, в то время как Стриндберг пытался утешить её.
Отмененное путешествие было началом конца. Плачущая, дерзкая Босс отправилась одна на Приморский курорт Хорнбек в Дания, на короткую, но, по её ощущениям, восхитительно освежающую поездку. Вскоре за ней последовали письма Стриндберга, полные мучительного раскаяния в том, что он причинила ей боль, а затем и сам Стриндберг старался терпеть жизненные интересы Босс. Однако отношения быстро провалились из-за его ревности и подозрений, когда Стриндберг ударил фотографа по голове палкой, не выдержав его внимания к Босс В августе, когда Боссе обнаружил, что она беременна, даже восторг Стриндберга (он был любящим родителем четырёх детей его предыдущих браков) не мог спасти брак, полный недоверия и обвинений. Это было проиллюстрировано в безумных письмах Стриндберга к Bosse. Когда 25 марта 1902 года родилась их дочь Анне-Мари, они уже жили раздельно. «Ради нас обоих лучше всего не возвращаться», — написала Босс в письме Стриндбергу. «Продолжение жизни вместе с подозрением к каждому слову, к каждому моему поступку было бы для меня концом.». По её настоянию Стриндберг начал бракоразводный процесс.

### Роли Стриндберга для Боссе
Отношения Стриндберга и Боссе были очень драматичными. Стриндберг бросался назад и вперед от обожания Босс как регенератора его творчества («прекрасный, дружелюбный и добрый») к дикой ревности (называя её «маленькой, противной женщиной», «злой», «глупой», «черной», «высокомерной», "ядовитой"и « шлюхой»). Его письма показывают, что Босс вдохновила его на несколько важных персонажей в его пьесах, особенно в течение 1901 года. В течение короткого, но интенсивного творческого периода 1901 года, роли, написанные Стриндбергом для Босс, и они были основаны на их отношениях, как художественные средства отражают это сочетание обожания и «подозрения в каждом слове, каждом действии». Карла Ваал насчитывает восемь второстепенных и шесть главных ролей, написанных для Босс. Главные роли перечисленных Ваал-леди в «Дамаск» (1900; в основном написаны в то время, когда Босс и Стриндберг встречались); Элеонора в «Пасхе» (1901; по образцу сестры Стриндберга Элизабет, но предназначенные для Босс); Генриетта в роизведении «Преступления и преступления» (1901); Лебедь Белая в «Лебедь Белая» (с 1901); Кристина в «Королеве Кристине» (1901); дочь Индры в «Игре мечты» (1902) (годы относятся к датам публикации).
Стриндберг утверждал, что «Королева Кристина» объяснением "характера Босс как актрисы в реальной жизни, кокетливой и обманчивой. В своей влиятельной биографии Стриндберга Лагеркранц описывает эту пьесу как синопсис всего хода брака Босс-Стриндберга. Он в придворных видит различные стадии эмоций Стриндберга: Тотта, в первом сиянии любви; де ла Гарди, преданного, но верного; Оксэнстьерна, которого она отвергла. Каждый из трёх мужчин произносит слова, которые Стриндберг сам говорил Босс.
«Игра мечты» позиционируется в серии портретов Стриндберга в собственном браке, роль Босс пропитана как светом, так и тьмой. Со своей ассоциативной структурой сна эта пьеса является вехой модернистской драмы, описанной Стриндбергом как беззаконное отражение сознания мечтателя (Стриндберга), ограниченного только его воображением, которое «вращает и сплетает новые узоры… на основе незначительной реальности». Агнес, которую играет и представляет Босс, является дочерью исторического Ведического Бога Индры, спускающегося на землю, чтобы наблюдать за человеческой жизнью и доводить разочарования свои до сведения своего божественного отца."Восточный" аспект пьесы основан на темных, экзотических взглядах Босс. Тем не менее, она также втянута в простое человечество и в замкнутый круг в отношениях с адвокатом, или Стриндбергом. Запертая в помещении собственническим мужем, Агнесса не может дышать; она уныло наблюдает за служанкой, которая наклеивает изолирующие полосы бумаги по краям окон, тем самым ограничивая свет и воздух в доме. Брак Агнес с адвокатом — это реальное разочарование Босс, тоскующей по свежему воздуху, солнцу, путешествиям.

## Независимость
И после развода со Стриндбергом Босс была знаменитостью. Её независимость и статус снискали ей репутацию волевой и самоуверенной, настаивающей на своём и получающей высокую зарплату и значительные роли актрисы. Она оставила Dramaten со своим обычным репертуаром и начала работать у Альберта Ранфта в его шведском театре (Стокгольм), где она и умелый, но более скромный актёр (Андерс) Гуннар Wingård (1878—1912) (Андерс) Гуннар Wingård, сформировали популярную команду созвезды. Она часто путешествовала, гастролировала в Хельсинки, оставляя маленькую Анне-Мари со Стриндбергом, компетентным и ласковым отцом. В 1907 году Босс вошла в театральную историю как дочь Индры в эпохальном «спектакле мечты» Стриндберга. Она и Стриндберг встречались еженедельно за ужином в его доме и оставались любовниками, пока она не разорвала связи в рамках подготовки к её браку с Гуннаром Вингардом в 1908 году, в 1909 году родился сын. Этот брак был также недолгим, закончившись разводом в 1912 году. Согласно слухам, причиной развода стала неверность Вингарда. Однако Стриндберг также слышал сплетни о том, что большие долги Вингарда угрожали финансам Босс.
В 1911 году, Босс, разведённая женщина с двумя детьми, чтобы лучше поддержать себя, вернулась в Dramaten. Стриндберг был в то время смертельно болен раком, он умер 14 мая 1912 года. 1912 был годом смерти и катастроф для семьи Босс и Стриндберга: Алма Fahlstrøm с сыном Арне утонули с "Титаник"ом 15 апреля; первая жена Стриндберга Сири фон Эссен умерла немного позже, в том же месяце; фон Эссен и Стриндберга дочь Грета, молодая перспективная актриса, погибла в железнодорожной аварии в июне; когда с Босс развелись, её муж Гуннар Wingård застрелился 7 октября. Похороны Стриндберга стали событием национальным. Гуннар Вингард, популярный и очаровательный актёр, стал причиной общественной трагедии. Во время этих разрушительных событий, которые оставили обоих её детей без отца, Босс, обезумевшая и убитая горем после самоубийства Вингарда, едва поддерживала свой напряжённый график. В течение нескольких месяцев после этого она получала анонимные письма и угрожающие телефонные звонки, обвинения в депрессии и смерти Вингарда.
В 1927—1932 годах Босс прожила в третьем браке с Эдвин Адольфсоном (1893—1979). Адольфсон отказался от своей сценической карьеры, чтобы стать вместо этого режиссёром и одним из самых известных шведских киноактеров, чья экранная персона Нильс Бейер упоминается как сочетание «апачи apache, гангстера и жиголо»
Босс снялась в двух фильмах по мотивам романов известных писателей. «Сыновья Ингмара» (1919) получило высокую оценку за свои художественные достоинства. Режиссёр Виктор Шостром, фильм был основан на романе шведской писательницы, удостоенной Нобелевской премии по литературе, Сельма Лагерлёф; много лет спустя, Ингмар Бергман упоминается «Сыновья Ингмар» как «великолепный, замечательный фильм» и признал свой собственный долг перед Шострем. Босс, сыгравшая главную женскую роль — Бриту, назвала «Сыновьями Ингмара» «единственный стоящий шведский фильм, в котором я участвовал». Тем не менее, фильм не смог дать её карьере новый старт, который шведская киноиндустрия дала Эдвину Адольфсону. После этого прошло семнадцать лет, прежде чем она сделала ещё один фильм с режиссёром Гестой Роденом. Это был «Bombi Bitt and I» (1936), её единственный talkie, основанный на популярном первом романе Fritiof Nilsson Piraten с тем же названием. «Bombi Bitt» был успешным, хотя и более лёгким, с меньшей ролью Босс («Франскан»)

## Отставка
После многих лет амбициозной и успешной свободной актёрской игры, в 1930-е годы Босс испытала нужду. Великая депрессия принесла ей экономические трудности, и, хотя она выглядела моложе своего возраста, наиболее важные роли женщин были вне её возрастного диапазона. Её технику по-прежнему часто хвалили, но иногда воспринимали как старомодную и слишком нравственную по сравнению с более ансамблевым стилем того времени.
Найдя себя ненужной в шведском репертуарном театре, с помощью умелого убеждения и напоминания о долгом трудовом пути в театре, ей удалось вернуться в Dramaten. Скромный работник со скромной зарплатой, она в течение последних десяти лет в Драматен, 1933—1943 гг., сыграла только незначительные пятнадцать ролей.
Уходя со сцены во время Второй Мировой Войны, Босс решила вернуться в столицу Норвегии Осло, в дом своего детства и юности. Оба её ребёнка поселились там же. Переезд был отложен на десять лет, в течение которых она, когда это было возможно, путешествовала, и когда он состоялся в 1955 году, она воспринимала это как ошибку. Смерть её брата Эвальда Босс в 1956 году оставила её единственной оставшейся в живых из четырнадцати детей Анны-Мари и Иоганна Генриха Босс. «Как я отчаянно жажду Стокгольма», — написала она другу в 1958 году. «Вся моя жизнь там». Она стала хронически меланхоличной, терпя неудавшееся здоровье и горькие воспоминания о заключительном этапе её карьеры в Драматене.